# طوقماقلو
طوقماقلو أو توخما خلو وهي قرية تقع في ناحية ليلان (قرة حسن) في محافظة كركوك شمال العراق.